# اکس‌اچ‌تی‌ام‌ال
زبان نشانه گذاری فرامتن توسعه پذیر (به انگلیسی: Extensible HyperText Markup Language) (مخفف:XHTML) همان HTML است به همراه رعایت دقیق تمامی قواعد و دستورها نحو نزدیک‌تر به زبان XML که موجبات افزایش اطمینان از عمل‌کرد صححیح سندها در شرایط پیچیده‌تر موجود در اینترنت امروزین را فراهم می‌سازد.
XHTML در واقع زیر مجموعه و گسترش یافته HTML4 است. این نوع اسناد بر پایه XML هستند و برای کار در ترکیب با عامل کاربر مبتنی بر XML طراحی شده‌اند.
XHTML جایگزینی برای HTML و در واقع آخرین نسخه آن در حال حاضر است.

## انگیزه‌ها
نیاز برای ترکیب بندی جدید HTML به این علت است که مفاهیم جهانی وب تنها به کامپیوترها ارسال نمی‌شوند بلکه به وسایلی دیگر مانند دستگاه‌های موبایل نیز فرستاده می‌شوند که در این مورد منابع زیادی برای پشتیبانی ازترکیب‌های HTML نمی‌توانند اضافه شوند.
ویژگی مفیدی که XHTML از XML به ارث برده‌است، namespaceهای آن است. با namespaceها نویسنده می‌تواند ویژگی‌ها و عناصر دلخواه خود را تعریف کند.

## تفاوت‌ها با HTML
تفاوت مهم آن‌ها در این است که اسناد در XHTML باید به درستی نوشته شوند و تمامی عناصر باید همانند عناصر در XML بسته شوند. در XML تمامی خاصیت‌ها و عناصر به بزرگی و کوچکی حروف حساسند؛ ولی در HTML این‌گونه نیست.
مثلاً این کد در مرورگر به خوبی کار خواهد کرد حتی با آنکه قوانین HTML را رعایت نکرده‌است:
```
<
Html
>

<
head
>

<
title
>
This is bad HTML

<
body
>

<
h1
>
Bad HTML{{سخ}}

</
Body
>

</
head
>

</
html
>

```

چرا که در آن برچسب‌های <title> و 
<h1> بسته نشده‌اند و در برچسب‌های <html> و <body> از حروف بزرگ استفاده شده‌است؛ و تگ <head> بعد از تگ <body> بسته شده‌است.
اما اسناد در XHTML باید به درستی نوشته شوند:
```
<
html
>

<
head
>

<
title
>
This is bad HTML
</
title
>

</
head
>

<
body
>

<
h1
>
Bad HTML{{سخ}}
</
h1
>

</
body
>

</
html
>

```

علاوه بر این‌ها، اسناد XHTML نباید دارای برچسب خالی باشند.
مانند برچسب‌های {{سخ}} (رفتن به سرِ خط) و <hr> (ایجاد خط افقی در سند) که در زبان XHTML باید به صورت
و 
 نوشته شوند.
تفاوت دیگر، ساختاربندی ترتیب بازکردن و بستن برچسب‌هاست که ابتدا باید برچسب زیرمجموعه بسته شود.
- غلط: <b> <i> bold </b> </i>
- درست: ''' '' bold '' '''